# ترخس رفيع الرأس
ترخس رفيع الرأس (الاسم العلمي:Trechus angusticeps) هو نوع من الحشرات يتبع جنس الترخس من فصيلة الخنافس الأرضية.